# Kamen Rider Zi-O
Kamen Rider Zi-O (仮面ライダージオウ Kamen Raidā Jiō?) es el título de la 29° temporada de la franquicia Kamen Rider, producida por Toei Company y emitida en TV Asahi desde el 2 de septiembre de 2018 hasta el 25 de agosto de 2019. Aunque su periodo de emisión coincide con el cambio de era en Japón, es oficialmente clasificada por Toei Company como la vigésima y última temporada de la era Heisei. Al igual que Kamen Rider Decade, conmemora a todos los Kamen Riders de la era Heisei hasta la fecha. El eslogan de la temporada es "¡Ve más allá del espacio-tiempo!" (時空を超えろ！ Jikū wo koero!?)

## Argumento
En el año 2068, la tierra está gobernada por un poderoso demonio llamado Ōma Zi-O, el Rey Demonio que tiene el poder del tiempo. En un esfuerzo por acabar con su tiranía los luchadores de la resistencia envían a su guerrero más fuerte, Kamen Rider Geiz, al pasado para evitar el nacimiento del Rey Demonio. Geiz aterriza en el año 2018, donde vive Sōgo Tokiwa, un ambicioso estudiante de secundaria de 18 años. Geiz está convencido de que Sōgo es el mismo Rey Demonio así que jura matarlo para acabar con su amenaza. Sin embargo, del mismo futuro de Geiz vienen Tsukuyomi, una chica que cree que el destino de Sōgo es diferente, y Woz, un vidente interesado en Sōgo que solo desea ser testigo de las decisiones del muchacho y sus respectivas consecuencias, Tsukoyomi y Woz le dan a Sōgo el Time Driver, con el cual puede transformarse en Kamen Rider Zi-O.
Además de la amenaza del Rey Demonio, el grupo conocido como los Time Jackers también planean dominar el mundo creando los "Another Riders", versiones distorsionadas de los Riders Legendarios. cuando un Another Rider aparece, los recuerdos del Rider original empiezan a desaparecer, poniendo en peligro su existencia y la continuidad espacio-temporal. Así pues, es la misión de Sōgo transformarse en Kamen Rider Zi-O y viajar a las diferentes líneas temporales de los Riders para evitar la distorsión mientras hace frente a la amenaza de convertirse en el Rey Demonio.

## Personajes

### Riders
- Sōgo Tokiwa (常磐ソウゴ Tokiwa Sōgo?)/Kamen Rider Zi-O (仮面ライダージオウ Kamen Raidā Jiō?): Es un estudiante de 18 años en la Escuela Secundaria Hikarigamori (高等学校 ヶ 高等学校 Hikarigamori Kōtō Gakkō?) que sueña con convertirse en un rey en el futuro. Al conocer que en el futuro se convertirá en el Rey Demonio; un demonio destinado a gobernar el mundo, y preocupado por la posibilidad de que su destino maldito sea convertirse en un tirano, Sōgo gana el poder de convertirse en Kamen Rider Zi-O (仮面ライダージオウ Kamen Raidā Jiō?), después de lo cual se decide a cambiar su propio destino.[2]
- Geiz Myōkōin (明光院 ゲイツ Myōkōin Geitsu?)/Kamen Rider Geiz (仮面ライダーゲイツ Kamen Raidā Geitsu?): Es un guerrero de 18 años del año 2068 que lucha en la resistencia contra la tiranía malvada del rey demoníaco, Ōma Zi-O. Adquiere la habilidad de convertirse en Kamen Rider Geiz y viaja en el tiempo para matar a Sōgo antes de que este pueda convertirse en el rey destinado a esclavizar el futuro.[3]
- Woz Blanco (白ウォズ Shiro Wozu?)/Kamen Rider Woz I (仮面ライダーウォズ Kamen Raidā Wozu?): También conocido como Otro Woz (もう1人のウォズ Mōhitori no Wozu?), es una versión alternativa del profeta Woz que sigue a Sōgo. Woz Blanco proviene de una línea de tiempo alternativa en donde Ōma Zi-O fue derrotado por Geiz, motivo por el cual le es devoto en lugar de a Sōgo. Posee la habilidad de crear cualquier evento futuro escribiendo una descripción sobre ello en su libro.[4]
- Woz (ウォズ Wozu?)/Kamen Rider Woz II (仮面ライダーウォズ Kamen Raidā Wozu?):: También conocido como Woz Negro (黑ウォズ Kuro Wozu?). Es un misterioso profeta que también vino del año 2068. Posee un libro en el cual están escritas varias predicciones sobre el futuro y suele aparecer ante Zi-O para revelárselas. Se refiere a Sōgo como su rey, y muestra desdén hacia Tsukuyomi, Geiz y los Time Jackers por querer alterar el tiempo mismo. Como novedad, este personaje suele romper la cuarta pared para explicar diversos acontecimientos durante la trama. Después de robar  los poderes de su contraparte adquiere la habilidad de transformarse en un Kamen Rider.
- Tsukuyomi (ツクヨミ?)/Kamen Rider Tsukuyomi (仮面ライダーツクヨミ Kamen Raidā Tsukuyomi?): Es una misteriosa chica proveniente del año 2068 que desaprueba la intención de Geiz de matar a Sōgo, ya que podría tener ramificaciones en la línea de tiempo, en lugar de decidir ayudar a Sōgo a evitar su futuro de convertirse en Ōma Zi-O. Posee una máquina del tiempo con la cual puede visitar distintos momentos en el tiempo. En algún momento descubre su verdadera herencia como heredera real llamada Alpina (アルピナ Arupina?). Varada en una línea de tiempo diferente con sus recuerdos borrados por su hermano mayor Swartz, se une a la Resistencia y, sin saberlo, recibe un Ridewatch de Sōgo que le permitiría convertirse en Kamen Rider Tsukuyomi

### Aliados
- Jun'ichirō Tokiwa (常磐 順一郎 Tokiwa Jun'ichirō?): Es el dueño de la relojería Kujigojidō (クジゴジ堂?) y el tío abuelo de Sōgo. Por lo general, ayuda a Sōgo con su conocimiento de Kamen Riders del pasado.
- Riders Legendarios (伝説のライダー Densetsu no raidā?): Son los Riders anteriores a Sōgo, aparecen cuando Sōgo visita su época y le ayudan a derrotar a los Another Riders cediéndole sus poderes

### Villanos
- Ōma Zi-O (オーマジオウ Ōma Jiō?): Es el gobernante de la Tierra en el año 2068 a quien Tsukuyomi se refiere como el Rey Demonio. Ella, Geiz y los Time Jackers creen que Sōgo es la identidad de Ōma Zi-O debido a su deseo de convertirse en rey.
  - Kasshin (カッシーン Kasshīn?): Es un leal sirviente de Ōma Zi-O en el año 2068 que es operado por una unidad de inteligencia artificial incorporada. Su arma principal es una lanza y usa un brazo mecánico para lanzar un rayo de energía. Viene al presente para enfrentar a Zi-O y sus amigos.
- Time Jackers ( タイムジャッカー Taimu Jakkā ?): son una banda de individuos del futuro que se oponen a Ōma Zi-O. Sin embargo, a diferencia de las otras personas que se le oponen, quieren reemplazarlo con su propio rey. Intentan cambiar la historia creando monstruos conocidos como los Another Riders, que toman la forma de varios Kamen Riders. Todos sus integrantes poseen poderes telequinéticos y la habilidad de congelar el tiempo por unos segundos
  - Heure (ウール Ūru?): Es el miembro más joven de los Time Jackers, cuya niñez oculta su crueldad mientras manipula sus objetivos para que formen los contratos de Another Rider haciendo algo por ellos para colocarlos en deuda. Al poseer una personalidad arrogante al mismo tiempo que desarrolla un leve interés en la decisión de Sōgo de intentar cambiar su propio futuro, Heure se disgusta rápidamente cuando las cosas no salen como es debido, lo que hace que actúe de una manera más despiadada para garantizar su propio éxito.
  - Ora (オーラ Ōra?): Es un miembro femenino de los Time Jackers. Ella tiene una disposición tranquila y relajada y, a diferencia de sus compañeros varones, prefiere usar la persuasión para formar contratos con Another Riders; algo que logra fácilmente debido a su actitud aparentemente suave y al hecho de que sus objetivos a menudo se encuentran en un estado de angustia emocional. Sin embargo, su paciencia también tiene sus límites, especialmente cuando trata con sus compañeros Time Jackers.
  - Swartz (スウォルツ Suworutsu?): Swartz parece ser el líder y el Time Jacker más antiguo, mientras que sus subordinados son mucho más jóvenes, a quienes él considera inferiores. De los tres, es el más frío y el más calculador. Está exclusivamente motivado para crear al nuevo Rey reemplazando a Ōma Zi-O en el futuro y crear Another Riders por la fuerza. También considera a los Another Riders como simples conejillos de indias. En última instancia, se revela que fue el quien influyó en Sōgo para que se convirtiera en su Ōma Zi-O ideal al instalar inconscientemente su sueño de convertirse en rey, habiéndolo secuestrado junto a Hiryū después de causar el accidente de autobús que mató a sus padres cuando notó que ellos y los otros niños que tomó poseían el potencial de convertirse en Ōma Zi-O.
  - Another Riders (アナザーライダー Anazā Raidā?): son un grupo de monstruosos Kamen Riders que se basan en los Kamen Riders del pasado, afiliados a los Time Jackers. Los Another Riders se crean cuando la gente hace un contrato con los Time Jackers para recibir el poder de Kamen Riders pasados. Sin embargo, en lugar de convertirse en el verdadero Rider, se transforman en una aberración monstruosa que solo combina la apariencia del Rider, con poderes que solo varían en disimilitud. Los Another Riders no pueden ser destruidos por medios normales, ya que continuarán reapareciendo después de su muerte. Como tal, solo pueden ser derrotados por Zi-O o Geiz usando los poderes de los Kamen Riders en los cuales los Another Riders están basados. Esto incluye retroceder en el tiempo hasta cuando el Rider original tenía sus poderes y recibir su poder para derrotar al Another Rider. Sin embargo, hacerlo despojará al Rider de sus poderes y alterará drásticamente la línea de tiempo, remodelando así la historia en el proceso.
- Hiryū Kakogawa (加古川 飛流 Kakogawa Hiryū?)/Another Zi-O (アナザージオウ Anazā Jiō?): es un joven que tiene el poder de transformarse en Another Zi-O. Hiryū es un sobreviviente de un accidente de autobús causado por Swartz cuando deseaba probar el potencial de los niños a bordo como Ōma Zi-O, a causa de esto Hiryū creció culpando a Sōgo de la muerte de sus padres, jurando venganza contra él. Por sí mismo, Hiryū tiene la capacidad de absorber los poderes de Another Rider de sus anfitriones y asumir sus formas.

### Otros
- Tsukasa Kadoya (門矢 士 Kadoya Tsukasa?)/Kamen Rider Decade (仮面ライダーディケイド Kamen Raidā Dikeido?): Es un misterioso Joven que porta la identidad de Kamen Rider Decade, uno de los Riders Legendarios. Gracias a su habilidad de moverse entre mundos es consciente de las acciones de Sōgo y los Time Jackers. No toma partido por ninguno de los dos bandos, solamente los ayuda dependiendo de la situación.

## Lista de episodios
Los títulos de los episodios están escritos en katakana e incluyen en año en el cual la trama del episodio se basa.
1. Reino 2068 (キングダム２０６８ Kingudamu Nisen-rokujū?)[5]
2. Mejor combinación 2017 (ベストマッチ2017 Besuto Matchi Nisen-jūnana?)[6]
3. Doctor Gamer 2016 (ドクターゲーマー2016 Dokutā Gēmā Nisen-jūhachi?)[7]
4. Sin continuar 2016 (ノーコンティニュー2016 Nō Kontinyū Nisen-jūroku?)[8]
5. ¡Encendido! 2011 (スイッチオン！2011 Suitchi On! Nisen-jūichi?)[9]
6. 555・913・2003 (555・913・2003 Faizu Kaiza Nisen-san?)[10]
7. Espectáculo mágico 2018 (マジック・ショータイム2018 Majikku Shōtaimu Nisen-jūhachi?)[11]
8. La bella y la bestia 2012 (ビューティ&ビースト2012 Byūti & Bīsuto Nisen-Jūni?)[12]
9. Maestro Genm 2016 (ゲンムマスター2016 Genmu Masutā Nisen-jūroku?)[13]
10. Halcón, tigre y saltamontes 2010 (タカとトラとバッタ2010 Taka to Tora to Batta Nisen-Jū?)[14]
11. Zi-O en desfile 2018 (ジオウ·オン·パレード2018 Jiō On Parēdo Nisen-Jūhachi?)[15]
12. Mi x Mi escenario 2013 (オレ×オレのステージ2013 Ore × Ore no Sutēji Nisen-Jūsan?)[16]
13. Cazador de fantasmas 2018 (ゴーストハンター2018 Gōsuto Hantā Nisen-Jūhachi?)[17]
14. ¡GO! ¡GO! Ghost 2015 (GO!GO!ゴースト2015 GO! GO! Gōsuto Nisen-Jūgo?)[18]
15. De vuelta a 2068 (バック・トゥ・2068 Bakku to~u Nisen-rokujūhachi?)[19]
16. Por siempre rey 2018 (フォーエバー・キング2018 Fōebā Kingu Nisen-jūhachi?)[20]
17. Feliz Woz nuevo 2019 (ハッピーニューウォズ2019 Happī Nyū Wozu Nisen-jūkyu?)[21]
18. ¡Increíble! ¡Era! ¡Futuro! 2022 (スゴイ！ジダイ！ミライ！2022 Sugoi! Jidai! Mirai! Nisen-nijūni?)[22]
19. La prueba de choque 2040 (ザ・クイズショック2040 Za Kuizu Shokku Nisen-yonjū?)[23]
20. ¿Respuesta final? 2040 (ファイナルアンサー？2040 Fainaru Ansā? Nisen-yonjū?)[24]
21. Mundo espejo 2019 (ミラーワールド2019 Mirā Wārudo Nisen-jūkyū?)[25]
22. ¡Zi-O más fuerte! 2019 (ジオウサイキョウー！2019 Jiō Saikyō! Nisen-jūkyū?)[26]
23. ¡Es Kikai! 2121 (キカイだー！2121 Kikai dā! Nisen-hyakunijūichi?)[27]
24. Mejor amigo 2121 (ベスト・フレンド2121 Besuto Furendo Nisen-hyakunijūichi?)[28]
25. Another Zi-O 2019 (アナザージオウ2019 Anazā Jiou Nisen-jūkyū?)[29]
26. ¡GeizRevive! 2019 (ゲイツリバイブ！2019 GeitsuRibaibu! Nisen-jūkyū?)[30]
27. El comienzo de todo 2009 (すべてのはじまり2009 Subete no Hajimari Nisen-kyū?)[31]
28. Nuestro objetivo 2019 (オレたちのゴール2019 re-tachi no Gōru Nisen-jūkyū?)[32]
29. ¿¡Blade Joker!? 2019 (ブレイド・ジョーカー!?2019 Bureido Jōkā!? Nisen-jūkyū?)[33]
30. 2019: ¡La Trinidad ha comenzado! (2019：トリニティはじめました！ Nisen-jūkyū: Toriniti Hajimemashita!?)[34]
31. 2001: ¡Despierta, ese Agito! (2001：めざめろ、そのアギト！ Nisen-ichi: Mezamero, Sono Agito!?)[35]
32. 2001: Memoria desconocida (2001：アンノウンなキオク Nisen-ichi: An'nōn'na Kioku?)[36]
33. 2005: ¡Regocíjense! ¡Eco! ¡Rugido! (2005：いわえ！ひびけ！とどろけ！ Nisen-go: Iwae! Hibike! Todoroke!?)[37]
34. 2019: Oni de Heisei, Oni de Reiwa (2019：ヘイセイのオニ、レイワのオニ Nisen-jūkyū: Heisei no Oni, Reiwa no Oni?)[38]
35. 2008: ¡Primer amor, despierta! (2008：ハツコイ、ウェイクアップ！ Nisen-hachi: Hatsukoi, U~eikuappu!?)[39]
36. 2019: ¡Primer amor, por fin! (2019：ハツコイ、ファイナリー！ Nisen-jūkyū: Hatsukoi, Fainarī!?)[40]
37. 2006: Siguiente nivel Kabuto (2006：ネクスト・レベル・カブト Nisen-roku: Nekusuto Reberu Kabuto?)[41]
38. 2019: La elección de Kabuto (2019：カブトにえらばれしもの Nisen-jūkyū: Kabuto ni Eraba Reshi Mono?)[42]
39. 2007: ¡DenLiner choca! (2007：デンライナー・クラッシュ！ Nisen-nana: Denrainā Kurasshu!?)[43]
40. 2017: ¡Gran clímax! (2017：グランド・クライマックス！ Nisen-jūnana: Gurando Kuraimakkusu!?)[44]
41. 2019: Mundo, reinicio (2019：セカイ、リセット Nisen-jūkyū: Sekai, Risetto?)[45]
42. 2019: Mundo perdido (2019：ミッシング・ワールド Nisen-jūkyū: Misshingu Wārudo?)[46]
43. 2019: Tsukuyomi Confidencial (2019：ツクヨミ・コンフィデンシャル Nisen-jūkyū: Tsukuyomi Konfidensharu?)[47]
44. 2019: Aqua llama (2019：アクアのよびごえ Nisen-jūkyū: Akua no Yobi go e?)[48]
45. 2019: Fiesta eterna (2019：エターナル・パーティ Nisen-jūkyū: Etānaru Pāti?)[49]
46. 2019: Operación Woz (2019：オペレーション・ウォズ Nisen-jūkyū: Operēshon Wozu?)[50]
47. 2019: Relojes que desaparecen (2019：きえるウォッチ Nisen-jūkyū: Kieru Wotchi?)[51]
48. 2068: Tiempo de Ōma (2068：オーマ・タイム Nisen-rokujūhachi: Ōma Taimu?)[52]
49. 2019: Apocalipsis (2019：アポカリプス Nisen-jūkyū: Apokaripusu?)[53]

### Películas
- Kamen Rider Heisei Generations FOREVER (仮面ライダー平成ジェネレーションズFOREVER Kamen Raidā Heisei Jenerēshonzu Foebā?): Película Crossover entre Kamen Rider Zi-O y su serie predecesora Kamen Rider Build, homenajea además a todos los Riders de la era Heisei. Estrenada el 22 de diciembre de 2018
- Kamen Rider Zi-O: Over Quartzer (劇場版 仮面ライダージオウ Over Quartzer（オーヴァー クォーツァー） Gekijō-ban Kamen Raidā Jiō Ōvā Kwōtsā?): Estrenada el 26 de julio de 2019[54]
- Kamen Rider Zi-O NEXT TIME (仮面ライダージオウNEXT TIME Kamen Raidā Jiō Nekusuto Taimu?): Especial para video que actúa como epílogo de la serie. Estrenado el 22 de abril de 2020

## Reparto
- Sōgo Tokiwa: Sō Okuno
- Geiz Myōkōin: Gaku Oshida
- Woz, Woz Blanco: Keisuke Watanabe
- Tsukuyomi: Shieri Ōhata
- Jun'ichirō Tokiwa: Katsuhisa Namase
- Ōma Zi-O: Rikiya Koyama
- Kasshin: Kenjirō Tsuda
- Heure: Rihito Itagaki
- Ora: Ayaka Kon'no
- Swartz: Kentarō Kanesaki
- Hiryū Kakogawa: Yu Sakuma
- Tsukasa Kadoya: Masahiro Inoue
- Kaito Daiki: Kimito Totani
- Voces del Ziku Driver: Rikiya Koyama y Yōhei Ōnishi
- Narrador: Naohiko Fujino

## Temas musicales

### Tema de entrada
- "Over "Quartzer""
  - Letra: Shuta Sueyoshi y Takaki Mizoguchi
  - Música MiNE y Atsushi Shimada
  - Arreglos Atsushi Shimada
  - Intérprete: Shuta Sueyoshi ft. ISSA

### Tema de cierre
- "Over "Quartzer""
  - Letra: Shuta Sueyoshi y Takaki Mizoguchi
  - Música MiNE y Atsushi Shimada
  - Arreglos Atsushi Shimada
  - Intérprete: Shuta Sueyoshi ft. ISSA